# Spoorlijn Skara - Timmersdala
De spoorlijn Skara - Timmersdala is een Zweedse spoorlijn van de voormalige spoorwegmaatschappij Skara - Timmersdala Järnväg (STJ) gelegen in de provincie Västra Götalands län.

## Geschiedenis

### Eerste poging
Al rond 1855 bestonden er plannen om Timmersdala op te nemen in het traject Skara - Timmersdala – Mariestad en voor het traject Skara - Timmersdala - Töreboda.
In 1899 was er voldoende belangstelling voor het oprichten van de Stichting van Bestuur die de bouw van het traject Skara - Timmersdala - Mariestad. In 1902 werden onderhandelingen met de bovenstaande Stichting van Bestuur en de Raad van Västergötland - Göteborg Järnväg (VGJ) gevoerd.
Deze onderhandelingen werden in de buitengewone algemene vergadering van de VGJ op 30 januari 1904 besproken. De Jaarlijkse Algemene Vergadering van de VGJ op 28 mei 1904 bevestigde de beslissing van de buitengewone algemene vergadering. De concessie werd aangevraagd en in 1905 verleend.
In een brief deed de VGJ een bod op het Stichting van Bestuur en kondigde een aantal van de voorwaarden aan voor de overname het project. Dit betekende dat VGJ zich terug trok van dit project.
De concessie voor het traject Skara - Timmersdala - Mariestad verviel op 1 januari 1906.

### Tweede poging
Na dat gebleken was dat het project Skara - Timmersdala - Mariestad het niet zou winnen werd de nadruk gelegd op de tot stand brengen van het traject tussen Skara en Timmersdala.
De concessie voor het traject Skara - Timmersdala werd op 29 november 1906 verleend. Tijdens een vergadering van Stichting van Bestuur werd op 12 februari 1907 de Skara - Timmersdala Järnvägsaktiebolag (STJ) opgericht.

### Bouw
Voor de bouw werd de tractiechef van de Lidköping - Skara - Stenstorps Järnväg (LSSJ) Manfred Meyer als algemeen bouwleider gecontracteerd.
De bouw begon aan het eind van 1907 werd zonder veel problemen uitgevoerd.
Het traject van de STJ werd op 24 oktober 1909 geopend.
De STJ had een overeenkomst getekend met Lidköping - Skara - Stenstorps Järnväg (LSSJ) voor het gebruik van hun rollend materieel en hun personeel.

## Sluiting
Het traject werd voor personenvervoer op 1 september 1932 gesloten. Het goederenvervoer werd daarna nog op afroep uitgevoerd. Op 15 september 1940 werd het traject tussen Dämman en Timmersdala voor goederenvervoer gesloten.
Het belangrijkst goederenvervoer was de Dämmans kalkbruk.

## SJ
In de Statens Järnvägar (SJ) tijd werd de verkeersleiding van de Västergötland bleef in Skara en het hoofdkantoor werd verplaatst van Skara naar Lidköping.
In maart 1952 werd het traject gesloten en vervolgens opgebroken.

## Aansluitingen
In de volgende plaats was of is er een aansluiting van de volgende spoorwegmaatschappijen:

#### Skara
- Västergötland - Göteborgs Järnvägar (VGJ) spoorlijn tussen Göteborg over Vara en Skara naar Gullspång/Gårdsjö
- Skara - Timmersdala Järnväg (STJ) spoorlijn tussen Skara en Timmersdala
- Skövde - Axvalls Järnväg (SAJ) spoorlijn tussen Skövde en Axvall aansluitend op de spoorlijn van de (LSSJ) naar Skara
- Lidköping - Skara - Stenstorps Järnväg (LSSJ) spoorlijn tussen Lidköping en Skara naar Stenstorp
- Skara - Kinnekulle - Vänerns Järnväg (SKWJ) spoorlijn tussen Skara en Hönsäters
- Skara - Lundsbrunns Järnvägar museumspoorlijn tussen Skara en Lundsbrunns

## Overname
De STJ werd op 2 november 1920 door de staat overgenomen en de bedrijfsvoering over gedragen aan de SJ
De STJ werd op 30 juni 1925 door de VGJ overgenomen een dochteronderneming van VGJ

## Genationaliseerd
In mei 1939 nam het parlement een besluit aan om het Zweedse spoorwegnet op een economische wijze te exploiteren. Het nationalisatie kabinet benoemde de Koninklijke Järnvägsstyrelsens raad die door vrijwillige onderhandelingen met de individuele spoorwegmaatschappijen over de aankoop van het spoorwegbedrijf zou voeren.
In de Jaarlijkse Algemene Vergadering op 16 februari 1948 werd de ontwerpovereenkomst voor de verkoop van de VGJ, LSSJ, MMJ, TNJ en STJ aan de staat behandeld.
De VGJ, LSSJ, MMJ, TNJ en STJ werd op 1 juli 1948 door de staat genationaliseerd en de bedrijfsvoering over gedragen aan de SJ.